# Tourcoing-Lille Métropole Volley-Ball
Maillots
Actualités
Dernière mise à jour : 11 novembre 2023.

Le Tourcoing-Lille Métropole Volley-Ball est un club de volley-ball fondé en 1965 et en basé à Tourcoing (Nord) dans la banlieue nord de Lille. Le club, issu de la section volley-ball de la Saint-Michel de Tourcoing, évolue actuellement en Ligue A du championnat de France de volley-ball masculin, le plus haut niveau national. 

## Histoire
Le club de la Saint-Michel de Tourcoing comportait une section athlétisme depuis sa création en 1912. Ces athlètes avaient pour certains un niveau national, voire international. Pendant l'hiver, il leur était difficile de pratiquer l'athlétisme. En 1965, ces athlètes, sous la motivation de Pierre Dumortier, décidèrent de pratiquer quelques entraînements de volley-ball pour rester en bonne forme. Ce sport, déjà pratiqué dans la ville de Tourcoing et dans l'agglomération lilloise, les a vite emballés. De plus, ils constatèrent après quelques mois d'entraînement que leurs caractéristiques physiques, pour ces lanceurs de poids, sauteurs en hauteur ou sprinters, étaient des atouts indispensables à cette activité tant pour les smashs que les contres ou encore la rapidité de déplacement. 
Après un hiver d'entraînement, ce groupe d'amis choisit de créer officiellement la section volley-ball de la Saint-Michel à Tourcoing. Michel Platelle, alors secrétaire général des syndicats du Nord-Pas-de-Calais, et Pierre Dumortier, ancien commercial en pharmaceutique, prirent la responsabilité de la section. Le bureau directeur était alors celui de la Saint-Michel Omnisports, dont le président était M.Decruynaere.
C'est en 1984 que Pierre Dumortier devint le premier président de la Saint-Michel Tourcoing Sports, depuis la création officielle du club. Il resta président jusqu'à son décès (en 2001), en ayant créé en 1994 le TLM, dont il était également le président.
La saison 2012-2013 est marquée d'une pierre noire : 4 victoires en 26 matchs, le club termine bon dernier et passera la saison suivante en Ligue B.
Le club bénéficie, depuis 2009, d'un club de supporteurs : Les Anges Verts. Ces passionnés très bruyants soutiennent le TLM dans les bons comme dans les mauvais moments.
Au terme de la saison 2013-2014, le club retrouve le plus haut niveau, en devenant champion France de Ligue B grâce à sa victoire en finale 3 sets à 2, contre Nice le 8 mai 2014. Il remporte ainsi la première finale de Championnat de France de son histoire.
Le club ne parvient pas à se maintenir dans l'élite au cours de la saison 2014-2015 et retrouve la Ligue B au cours de la saison 2015-2016. À la fin de cette saison, qui se termine en 1/2 finale face à Nice, Olivier Lecat quitte le club.
En 2016-2017, le club entrainé par le Croate Igor Juricic remporte le championnat de Ligue B et remonte en Ligue A.
En 2018, le club remporte la coupe de France de volley-ball, son premier titre au niveau national.
Le 23 février 2024, le club bat le record de spectateurs pour un match de championnat de France de volley-ball en jouant devant 5021 spectateurs contre Chaumont à Orchies en match délocalisé, la salle Léo Lagrange étant en travaux.

## Palmarès
- Championnat de France
  - Finaliste : 2001, 2002, 2009
- Challenge cup
  - Participation au final four : 2003, 2005
- Coupe de France
  - Vainqueur : 2018, 2025
  - Finaliste : 1998, 1999, 2002, 2005, 2007, 2009
- Championnat de France de Ligue B
  - Vainqueur : 2014, 2017

## Effectifs

### Saison 2023-2024 (Ligue A)
| No                                          | Nom                                         | Date de naissance                           | Taille                       | Poids                        | Poste                        | Club précédent                |
| ------------------------------------------- | ------------------------------------------- | ------------------------------------------- | ---------------------------- | ---------------------------- | ---------------------------- | ----------------------------- |
| 1                                           | Edouard Louchart                            | 27 février 2003                             | 190                          | 79                           | Passeur                      | Harnes Volley-Ball            |
| 2                                           | Thibault Loubeyre                           | 16 avril 2001                               | 182                          | 73                           | Libero                       | France Avenir 2024            |
| 4                                           | Robson Rodrigues                            | 14 octobre 1995                             | 188                          | 78                           | Réceptionneur-attaquant      | Brasília Vôlei                |
| 5                                           | Petar Hristokov                             | 19 février 1998                             | 206                          | -                            | Attaquant                    | ErmGroup San Giustino         |
| 6                                           | Tom Lavigne                                 | 9 mai 2002                                  | 195                          | -                            | Réceptionneur-attaquant      | France Avenir 2024            |
| 7                                           | Matias Giraudo                              | 13 mars 1998                                | 202                          | 98                           | Passeur                      | VK Jihostroj České Budějovice |
| 8                                           | Clément Le Moal                             | (18 ans)                                    | 196                          | -                            | Réceptionneur-attaquant      | formé au club                 |
| 9                                           | Rune Fasteland                              | 17 décembre 1995                            | 205                          | 98                           | Central                      | Knack Randstad Roeselare      |
| 11                                          | Simon Roehrig                               | 19 novembre 2000                            | 200                          | 93                           | Central                      | CNVB 2                        |
| 13                                          | Tomasi Luaki                                | -                                           | 200                          | -                            | Central                      | formé au club                 |
| 14                                          | Gustavs Freimanis                           | 22 septembre 2002                           | 205                          | 93                           | Central                      | GFC Ajaccio volley-ball       |
| 15                                          | Quentin Dalle                               | -                                           | 181                          | -                            | Libero                       | formé au club                 |
| 16                                          | Pablo Kukartsev                             | 25 mars 1993                                | 203                          | 105                          | Attaquant                    | Knack Randstad Roeselare      |
| 17                                          | Ryley Barnes                                | 11 octobre 1993                             | 200                          | 92                           | Réceptionneur-attaquant      | PAOK Thessaloniki             |
| 19                                          | Gonzalo Quiroga                             | 25 février 1993                             | 192                          | 83                           | Réceptionneur-attaquant      | GKS Katowice                  |
|                                             |                                             |                                             |                              |                              |                              |                               |
| Encadrement technique                       | Encadrement technique                       |                                             | Légende                      | Légende                      | Légende                      |                               |
| Entraîneur : Dorian Rougeyron               | Entraîneur : Dorian Rougeyron               | Entraîneur : Dorian Rougeyron               | : Capitaine                  | : Capitaine                  | : Capitaine                  |                               |
| Entraîneur(s) adjoint(s) : Guillaume Recurt | Entraîneur(s) adjoint(s) : Guillaume Recurt | Entraîneur(s) adjoint(s) : Guillaume Recurt | : Joueur blessé actuellement | : Joueur blessé actuellement | : Joueur blessé actuellement |                               |

| Équipe type : Tourcoing-Lille Métropole Volley-Ball                                                              |
| \| Blankenau · # 9 Reichert · # 10 Van Berkel · # 12 Buiatti · # 1 Barnes · # 17 Bultor · # 14 Loubeyre · # 2 \| |
| Blankenau · # 9 Reichert · # 10 Van Berkel · # 12 Buiatti · # 1 Barnes · # 17 Bultor · # 14 Loubeyre · # 2       |

| Blankenau · # 9 Reichert · # 10 Van Berkel · # 12 Buiatti · # 1 Barnes · # 17 Bultor · # 14 Loubeyre · # 2 |